# Suede (álbum)
Suede es el álbum debut de Suede. Fue lanzado en 1993 por la disquera Nude Records. Fue un disco que, junto a Modern Life Is Rubbish de Blur, His 'n' Hers de Pulp y Definitely Maybe de Oasis ayudó a propulsar la "revolución" del pop británico de los 90.
Este disco se convirtió en el disco debut que más rápido se vendió en la historia británica, llegando al número uno de las listas inmediatamente después de su lanzamiento y ganando el Mercury Music Prize en 1993.
La sexualmente ambigua tapa del disco provocó controversia en la prensa, llevando al cantante de Suede, Brett Anderson a decir: «No estoy realmente interesado en ser controvertido. Si hubiésemos querido crear controversia tendríamos que haber nombrado al álbum I Fuck Dogs».
En 1998 los lectores de Q Magazine votaron a este disco en el puesto número 60 de los 100 mejores discos de todos los tiempos.
Este disco está incluido en el libro 1001 álbumes que hay que escuchar antes de morir.

## Lista de canciones
Todas las canciones compuestas por Anderson/Butler
1. "So Young" – 3:38
2. "Animal Nitrate" – 3:27
3. "She's Not Dead" – 4:33
4. "Moving" – 2:50
5. "Pantomime Horse" – 5:49
6. "The Drowners" – 4:10
7. "Sleeping Pills" – 3:51
8. "Breakdown" – 6:02
9. "Metal Mickey" – 3:27
10. "Animal Lover" – 4:17
11. "The Next Life" – 3:32

## Créditos

### Banda
- Brett Anderson - Voz
- Bernard Butler - Guitarra, Piano
- Simon Gilbert - Batería
- Mat Osman - Bajo, Guitarra

### Músicos invitados
- Lynne Baker - Viola
- Caroline Barnes - Violín
- John Buller - Arreglos de Vientos
- Trevor Burley - Chelo
- Simon Clarke - Saxo Barítono, Saxo Tenor
- Phil Overhead - Percusión
- Shelley Van Loen - Violín

### Personal Técnico
- Peter Barrett - Diseño
- Ed Buller - Productor, Ingeniero, Sintetizador, Teclados, Arreglos
- Tee Corinne - Fotografía
- Pat Pope - Fotografía
- Pennie Smith - Fotografía
- Gary Stout - Ingeniero de Sonido